# Albert Dionne
Albert Dionne, né le 3 juin 1905 à Saint-Mathieu-de-Rioux et mort le 5 février 2001 à Rimouski, est un homme politique québécois.